# Bois canard
Pour les articles homonymes, voir Canard (homonymie).
Un bois canard est une grume plus ou moins immergée, ou bien une souche ou un arbre submergé,,.

## Bois canard
Parmi les bois flottés à bûches perdues, des essences naturellement plus denses que les autres tombent au fond de l'eau par défaut de flottabilité; en français, dans le langage du commerce on les nommait « bois canards ». On se sert de la même expression pour désigner les bûches qui s'échappent des trains de bois durant leur navigation, que ces bois flottent à la surface de l'eau ou qu'ils sombrent dans la vase et y demeurent. 
La quantité de bois ainsi tombés « en canards » pendant une campagne sur les différents fleuves et cours d'eau qui les transportent était tellement considérable qu'il a fallu légiférer sur leur statut, que les bois soient du bois de chauffage ou du bois de construction. En France, une ordonnance de 1672, réserve aux marchands le droit de faire pêcher les bois canards sur les rivières flottables à bûches perdues. Cette ordonnance sera renouvelée jusqu'au XIXe siècle. Les bois canards ne sont pas des épaves dans l'acception légale du mot puisque d'après les dispositions réglementaires, il n' y a que certaines personnes préposées qui puissent les repêcher.
Des grumes accumulées sur le fond des rivières, mais aussi des forêts englouties par des barrages, sont de nos jours exploités par bûcheronnage subaquatique.

## Snag, chicot
En écologie forestière, le mot français « chandelle » comme le mot anglais « snag » fait référence essentiellement à un arbre sur pied, mort ou mourant, auquel il manque souvent la cime ou la plupart des petites branches. En écologie de l'eau douce en Australie et aux États-Unis, snag est également utilisé pour désigner les arbres, les branches et autres morceaux de bois naturels trouvés immergés ou partiellement immergés dans les rivières et les ruisseaux. Snag peut être traduit par chicot  ou bois canard; souvent le terme snag n'est pas traduit en français et utilisé tel quel. En français de la Louisiane, « chicot » s'est communiqué à beaucoup de toponymes: Lac Chicot, Comté de Chicot en Arkansas. 
Ces snag ont été identifiés comme étant essentiels pour l'abri et comme sites de frai pour les poissons, et sont l'un des rares substrats durs disponibles pour la croissance du biofilm soutenant les invertébrés aquatiques dans les rivières de plaine traversant les plaines alluviales inondables. Les snag sont des sites importants pour la croissance du biofilm et pour abriter et nourrir les invertébrés aquatiques dans les rivières et les ruisseaux de plaine et des hautes terres.  

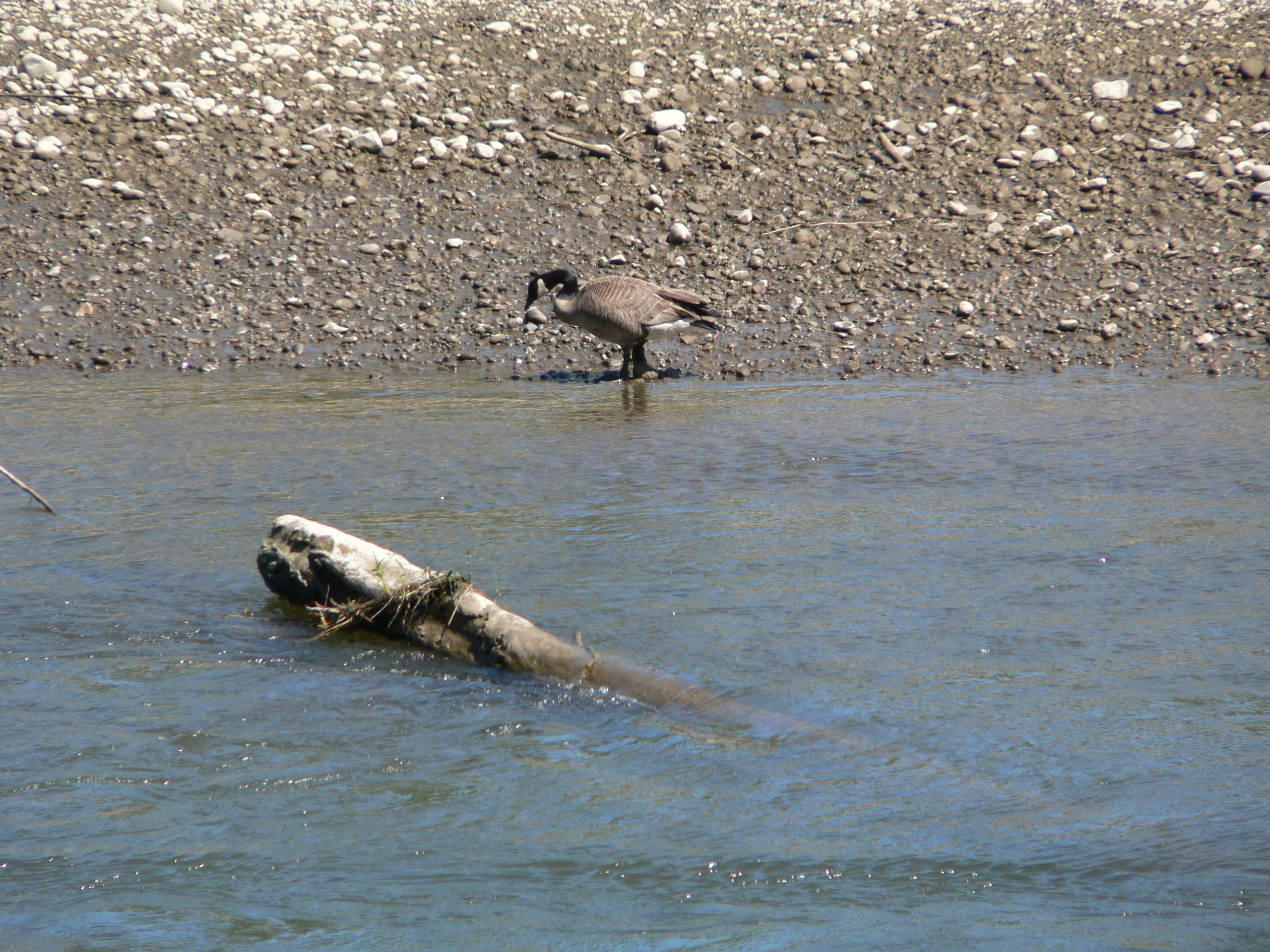
Une bernache du Canada se nourrit près d'un chicot sur le Nisqually.

Également connus sous le nom de deadheads, les snags partiellement submergés représentaient des dangers pour la navigation et le commerce des premiers bateaux fluviaux. Aux États-Unis, le US Army Corps of Engineers exploitait des « snagboats » tels que le WT Preston dans le Puget Sound de l'État de Washington et le Montgomery dans les rivières de l'Alabama pour retirer et éliminer les snags,.

## Voir également
- Chronoxyle
- Complex early seral forest (en)
- Large woody debris
- Stream restoration (en)
- Arbre creux